# 34e Film Independent Spirit Awards
De uitreiking van de 34e Film Independent Spirit Awards vond plaats op 23 februari 2019 in Santa Monica tijdens een ceremonie die werd gepresenteerd door Aubrey Plaza. De genomineerden werden bekendgemaakt door actrices Gemma Chan en Molly Shannon op 16 november 2018.

## Winnaars en genomineerden
De winnaars staan bovenaan in vet lettertype.

### Beste film
- If Beale Street Could Talk
  - Eighth Grade
  - First Reformed
  - Leave No Trace
  - You Were Never Really Here

### Beste debuutfilm
- Sorry to Bother You
  - Hereditary
  - Wildlife
  - The Tale
  - We the Animals

### Beste regisseur
- Barry Jenkins - If Beale Street Could Talk
  - Debra Granik - Leave No Trace
  - Tamara Jenkins - Private Life
  - Lynne Ramsay - You Were Never Really Here
  - Paul Schrader - First Reformed

### Beste script
- Can You Ever Forgive Me? - Nicole Holofcener en Jeff Whitty
  - Colette - Richard Glatzer, Rebecca Lenkiewicz en Wash Westmoreland
  - First Reformed - Paul Schrader
  - Private Life - Tamara Jenkins
  - Sorry to Bother You - Boots Riley

### Beste eerste script
- Eighth Grade - Bo Burnham
  - Blame - Quinn Shephard en Laurie Shephard
  - Nancy - Christina Choe
  - The Tale - Jennifer Fox
  - Thoroughbreds - Cory Finley

### Beste mannelijke hoofdrol
- Ethan Hawke - First Reformed
  - John Cho - Searching
  - Daveed Diggs - Blindspotting
  - Christian Malheiros - Sócrates
  - Joaquin Phoenix - You Were Never Really Here

### Beste vrouwelijke hoofdrol
- Glenn Close - The Wife
  - Toni Collette - Hereditary
  - Elsie Fisher - Eighth Grade
  - Regina Hall - Support the Girls
  - Helena Howard - Madeline's Madeline
  - Carey Mulligan - Wildlife

### Beste mannelijke bijrol
- Richard E. Grant - Can You Ever Forgive Me?
  - Raúl Castillo - We the Animals
  - Adam Driver - BlacKkKlansman
  - Josh Hamilton - Eighth Grade
  - John David Washington - Monsters and Men

### Beste vrouwelijke bijrol
- Regina King - If Beale Street Could Talk
  - Kayli Carter - Private Life
  - Tyne Daly - A Bread Factory
  - Thomasin Harcourt McKenzie - Leave No Trace
  - J. Smith-Cameron - Nancy

### Beste cinematografie
- Suspiria - Sayombhu Mukdeeprom
  - Madeline's Madeline - Ashley Connor
  - Mandy - Benjamin Loeb
  - We the Animals - Zak Mulligan
  - Wildlife - Diego Garcia

### Beste montage
- You Were Never Really Here - Joe Bini
  - American Animals - Luke Dunkley, Nick Fenton, Chris Gill en Julian Hart
  - Mid90s - Nick Houy
  - The Tale - Anne Fabini, Alex Hall en Gary Levy
  - We the Animals - Keiko Deguchi, Brian A. Kates en Jeremiah Zagar

### Beste internationale film
- Roma, Mexico - Alfonso Cuarón
  - Burning, Zuid-Korea - Lee Chang-dong
  - The Favourite, Verenigd Koninkrijk - Giorgos Lanthimos
  - Happy as Lazzaro, Italië - Alice Rohrwacher
  - Shoplifters, Japan - Hirokazu Kore-Eda

### Beste documentaire
- Won't You Be My Neighbor?
  - Hale County This Morning, This Evening
  - Minding the Gap
  - Of Fathers and Sons
  - On Her Shoulders
  - Shirkers

### John Cassavetes Award
Deze prijs is voor de beste film gemaakt voor minder dan $500.000.
- En el séptimo día
  - A Bread Factory
  - Never Goin' Back
  - Sócrates
  - Thunder Road

### Robert Altman Award
Deze prijs voor beste ensemble wordt gegeven aan de regisseur, de casting director en de cast.
- Suspiria
  - Regisseur: Luca Guadagnino
  - Casting directors: Avy Kaufman en Stella Savino
  - Cast: Malgosia Bela, Ingrid Caven, Lutz Ebersdorf, Elena Fokina, Mia Goth, Jessica Harper, Dakota Johnson, Gala Moody, Chloë Grace Moretz, Fabrizia Sacchi, Renée Soutendijk, Tilda Swinton, Sylvie Testud en Angela Winkler

## Films met meerdere nominaties
De volgende films ontvingen meerdere nominaties:
| Nominaties | Film                       | Awards |
| ---------- | -------------------------- | ------ |
| 4          | Eighth Grade               | 1      |
| 4          | First Reformed             | 1      |
| 4          | We the Animals             |        |
| 4          | You Were Never Really Here | 1      |
| 3          | If Beale Street Could Talk | 3      |
| 3          | Leave No Trace             |        |
| 3          | Private Life               |        |
| 3          | The Tale                   |        |
| 3          | Wildlife                   |        |
| 2          | A Bread Factory            |        |
| 2          | Can You Ever Forgive Me?   | 2      |
| 2          | Hereditary                 |        |
| 2          | Madeline's Madeline        |        |
| 2          | Nancy                      |        |
| 2          | Sócrates                   |        |
| 2          | Sorry to Bother You        | 1      |
| 2          | Suspiria                   | 2      |